# Sten Broman
Sten Broman, född 25 mars 1902 i Uppsala, död 29 oktober 1983 i Lund, var en svensk dirigent, föreläsare, musikpedagog, programledare och tonsättare. Han var känd som musikkritiker och som programledare för Musikfrågan Kontrapunkt.

## Biografi
Broman var son till anatomen och embryologen Ivar Broman och Dagmar Berlin (1880–1973). Han växte upp i Lund och studerade mellan 1921 och 1923 musik i Prag. Efter en filosofie kandidatexamen i musik- och konsthistoria vid Lunds universitet 1925 studerade Broman medeltidens musikhistoria i Schweiz och Tyskland. Han ägnade sig åt den klassiska musiken och spelade själv altfiol. Han var också musikanmälare i Sydsvenska Dagbladet 1923–1967. År 1927 avlade han licentiatexamen i Lund och några månader senare, den 28 maj 1927, disputerade Broman för doktorsgraden. Avhandlingen Den svenska musikforskningen 1750–1900 underkändes dock.
Den 16 november 1961 invaldes han som ledamot nummer 697 av Kungliga Musikaliska Akademien.
Mest känd blev han som karismatisk programledare för tv-programmet Musikfrågan Kontrapunkt 1964–1980, där han genom sina kunskaper och sin humor spred intresset för klassisk musik till människor som tidigare inte kommit i kontakt med den eller känt sig främmande inför den. Broman var också känd för sina specialsydda kostymer (som han själv designade), färgglada slipsar och ogenerade elakheter.
Broman var även känd för att tycka illa om dragspelsmusik. Vid något tillfälle klargjorde han att det främst gällde en äldre typ av enradiga dragspel. Han uppskattade avantgardistisk kammarmusik och var medlem i Internationella samfundet för samtida musik (ISSM), som han var med om att bilda 1923. Han komponerade själv en del kammarmusik samt under 1960- och 70-talen även nio symfonier. Till hans mer lättillgängliga verk hör filmmusik, bland annat till filmen Ett svårskött pastorat (1958), som han även medverkade i, en ouvertyr till spexet Uarda och hans tonsättningar för manskör av Falstaff, fakirs parodiska kärleksdikter Laura och Dolly.
Broman bibehöll livet igenom ett starkt engagemang i Lunds studentikosa liv och saknades aldrig vid en Lundakarneval. Han var medförfattare till åtskilliga spex, och 1958 grundade han Uarda-akademien, vars præses han också var till sin död. Han var den förste som landsteg i Lund, vilket skedde 1965. Han var vidare mångårig stormästare i Sällskapet CC. Tillsammans med Fritiof Nilsson Piraten och Tore Wretman grundade han 1958 Gastronomiska akademien, av Broman kallad ”De sjudderton”. Han utgav 1961 sin enda roman, Farväl kött, som fick mycket dålig kritik. Han uppfattades av vissa som en rapsod.
Broman gifte sig 20 oktober 1933 i Lunds stadsförsamling med den danska dansösen Esther Rung (1909–2008) och fick med henne sonen Erik (född 1934), men äktenskapet upplöstes 1944. Han gifte 1949 om sig med skådespelaren Eivor Engelbrektsson (1914–2004), från vilken han skilde sig 1952. Cirka 1955–1962 hade han en relation med den då tonåriga skådespelaren Eva Ebbekke Larsson. Cirka 1964–1979 hade han en relation med Gunilla af Halmstad.
Sten Broman hade en mycket fin samling av elzevierer.
Bromans mor var genom sin faster Anna Berlin, gift med Ludvig Hedin, kusin till Sven Hedin, vilket Broman själv har berört i sina memoarer.

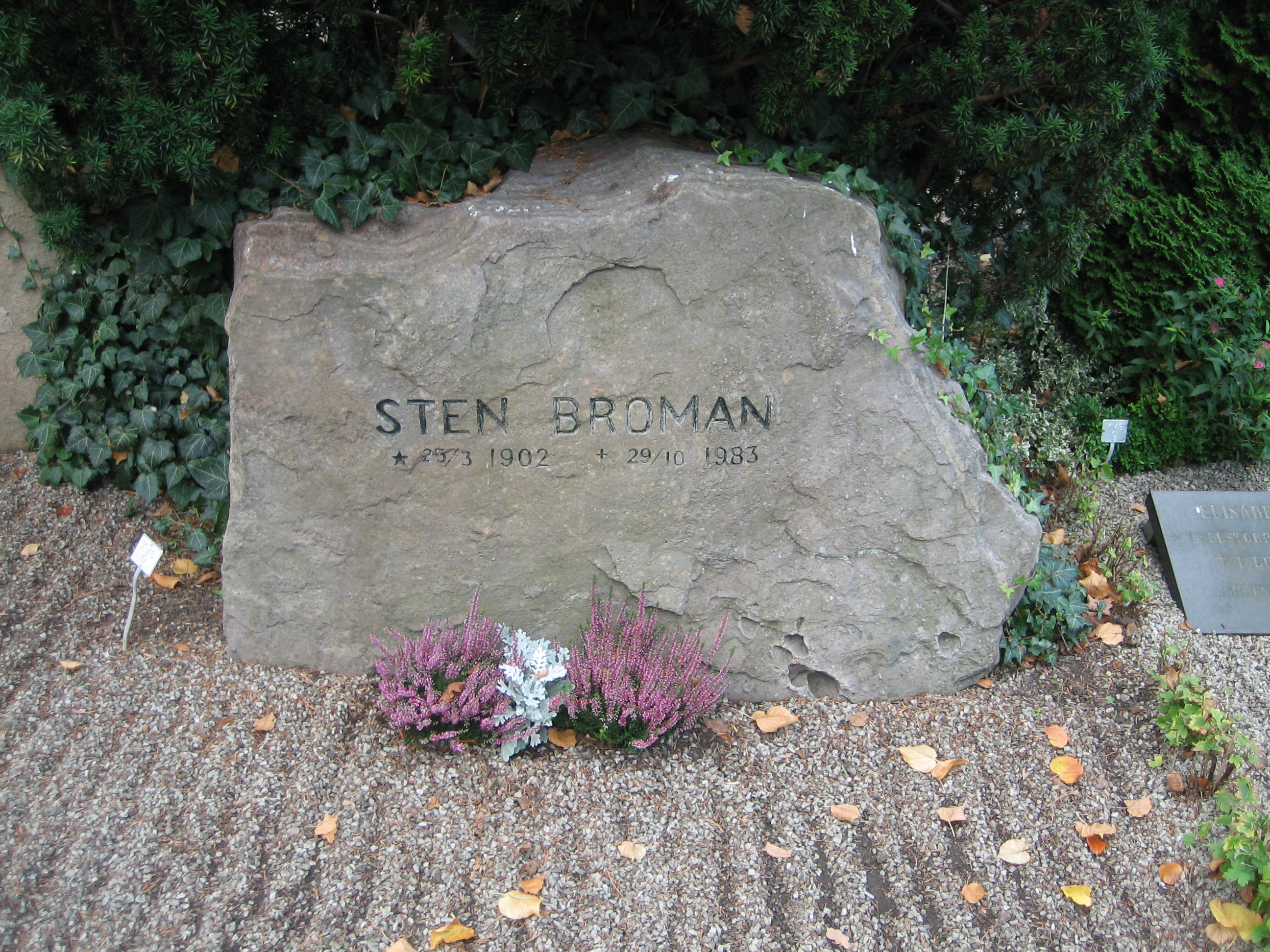
Sten Bromans grav på Norra kyrkogården i Lund.

Broman ligger begravd på Norra kyrkogården i Lund.

## Priser och utmärkelser
- 1954 – Riddare av Dannebrogsorden[15]
- 1961 – Ledamot nr 697 av Kungliga Musikaliska Akademien
- 1963 – Hedersledamot, ISSM
- 1965 – Riddare av 1. klass av Vasaorden[16]
- 1965 – Lunds stads förtjänsttecken[17]
- 1966 – Medaljen för tonkonstens främjande
- 1971 – Spelmannen
- 1980 – Årets skåning
- 1981 – Atterbergpriset
- 1982 – H.M. Konungens medalj, 8:e storleken i Serafimerordens band

## Kompositioner

### Orkesterverk
- Akademisk festuvertyr, 1930
- Koralfantasi, 1931
- Gotisk svit för stråkorkester, 1932
- Concerto, 1933
- Uarda-uvertyr, 1958 (till spexet Uardas 50-årsjubileum 1958)
- Symfoni nr 1, Sinfonia ritmica, 1962
- Symfoni nr 2, 1963
- Symfoni nr 3, 1964
- Symfoni nr 4, 1965
- Symfoni nr 5 (för sopran och orkester), 1967
- Symfoni nr 6 (för orkester och tonband), 1969 (till Lunds stads 950-årsjubileum 1970)
- Symfoni nr 7 (för orkester och tonband), 1971 (inspelad på lp med Sveriges Radios symfoniorkester under ledning av Sixten Ehrling, RIKS LP 29)
- Symfoni nr 8 (för orkester och tonband), 1972
- Symfoni nr 9 (för blandad kör och orkester), 1974
- Sententia credit (’Idén har vuxit’), 1967 (för orkester och tonband) till Lunds universitets 300-årsjubileum 1968
- Ouverture pour orchestre, 1979

### Kammarmusik
- Stråkkvartett nr 1, 1928
- Stråkkvartett nr 2, 1936
- Stråkkvartett nr 3, 1971
- Stråkkvartett nr 4, 1973
- Tre sviter för viola och piano, 1935, 1937 och 1942
- Trio för violin, viola och piano, 1936
- Komposition för violin och viola, 1932
- Fantasi, fuga och koral för viola och piano, 1963
- Septett för slagverk, celesta och piano, 1968
- Concerto för bleck, 1970

### Verk för ett instrument
- Svit för violin, 1922
- Canon för piano, 1929
- Diverse stycken för piano och orgel

### Verk för kör och orkester
- Kantat till Sydsvenska Dagbladet Snällpostens 100-årsjubileum, 1948
  - Festuvertyr över tonerna Ess-D-Ess
- Musica cathedralis för tonband, sopran, bas, barnkör, ungdomskör, blandad kör, 2 orglar och kyrkklockor, 1971 (till Lunds domkyrkas kryptas 850-årsjubileum, 1973)

### Köra cappella
- Körsvit för manskör (över svenska låtar), 1935
- Två Fakirsånger (Laura, Dolly), 1958 (Dolly finns inspelad på lp med Lunds Studentsångförening under ledning av Axel Melander, Sonora RED 29)
- Diverse verk för blandad kör, sånger

### Scenverk
- Malmö dansar för er, balett, 1952
  - Balettsvit
- Lysistrate, scenmusik till Aristofanes verk
  - Lysistrate-svit

### Filmmusik
- 1949 – Sven Tusan
- 1951 – Greve Svensson
- 1958 – Ett svårskött pastorat

## Filmografi (roller)
- 1950 – Fasorna på Sir Castle (karnevalsfilm, schejk Algot el Krim)
- 1957 – Kortknäpp (kortfilm, sig själv)
- 1958 – Ett svårskött pastorat (Fridolf Fernelius, konsistorienotarie)
- 1966 – Lystnaden (karnevalsfilm, sig själv)
- 1968 – Mosevisionen (tv-serie, kaffeservitör i Kulturhörnan Jojo)

### Tryckta biografier
- Larsén, Carlhåkan (2002). Sten Broman: en man med många kostymer. Lund: Historiska media. Libris 8406134. ISBN 91-89442-43-1
- Hommerberg, Sigge: Icke sa Nicke sa Sten: sju sagor om Sten Broman (ISBN 91-85998-52-4)
- Broman, Erik/Åstrand, Hans (red): Sten Broman. En man med kontrapunkter, Bonniers 1984
- Broman, Sten: Upplevelser av 1900-talet, första kvartseklet, Bonniers 1982, (ISBN 91-0-045627-6)
- Ohlmarks, Åke: Boken om Sten Broman, Bernces 1984, (ISBN 91-500-0421-2)